# 台湾娃儿藤
台湾娃儿藤（学名：Tylophora insulana）是夹竹桃科娃儿藤属的植物，是台灣特有植物。分布在台湾山地林中，目前尚未由人工引种栽培。